# Contrôle scientifique et technique de l'État
Le contrôle scientifique et technique de l'État est un ensemble de procédures destiné à garantir et protéger le patrimoine culturel en France. 
Il est destiné à maintenir un « droit de regard » de l'État sur des biens culturels confiés aux collectivités territoriales ou dont elles assurent l'inventaire et même, dans certains cas, aux biens culturels détenus par des personnes privées. 
Dans la mesure où il constitue une atteinte au droit de propriété ainsi qu'au principe de libre administration des collectivités territoriales, le contrôle scientifique et technique de l'État est établi par la loi et ses modalités sont fixées par décret en Conseil d'État. 
Ce contrôle scientifique et technique s'exerce sur différents biens et services culturels. 

## Archives publiques
Pour les archives publiques, il est notamment exercé par le service interministériel des Archives de France de la direction générale des Patrimoines du ministère de la Culture, par l'inspection des patrimoines, ainsi que par les responsables des missions des Archives de France placés auprès des ministères et par les directeurs des archives départementales, pour les archives publiques produites dans le ressort de leur département.  Il « porte sur les conditions de gestion, de collecte, de sélection et d'élimination ainsi que sur le traitement, le classement, la conservation et la communication des archives » et « est destiné à assurer la sécurité des documents, le respect de l'unité des fonds et de leur structure organique, la qualité scientifique et technique des instruments de recherche, la compatibilité des systèmes de traitement et la mise en valeur du patrimoine archivistique ». 
Ce contrôle s'exerce : 
- sur pièces. Par exemple, un directeur d'Archives départementales doit viser toutes les demandes d'éliminations de documents d'archives publiques et être informé de toutes les opérations de restauration patrimoniale de documents,
- sur place, à travers des inspections des services producteurs contrôlés.

Comme cela est défini dans l'article L. 212-4 du code du patrimoine, le contrôle s'exerce sur l'ensemble des producteurs d'archives publiques (services de l’État, collectivités territoriales, établissements publics, officiers ministériels...). 

## Bibliothèques
Dans les bibliothèques, l'expression retenue était celle de « contrôle technique », jusqu'à l'ordonnance no 2017-650 du 27 avril 2017 qui lui substitue la notion de « contrôle scientifique et technique ». Le contrôle technique était précisé par un décret de 1988 codifié ensuite aux articles R.310-9 à R.310-13 du code du patrimoine. La portée et les modalités du contrôle font désormais l'objet du chapitre III du titre Ier du livre III de la partie réglementaire du code du patrimoine. 
Ce contrôle est assuré sous l'autorité du ministère de la Culture qui le confie notamment à l'Inspection générale de l'Éducation, du sport et de la recherche (IGESR), qui succède à cet égard à l'Inspection générale des bibliothèques, ainsi qu'à des conservateurs ou conservateurs généraux voire à d'autres agents. 
Le contrôle porte la qualité générale du service (ainsi que le bon fonctionnement du réseau pour les bibliothèques départementales) ; il vérifie tout particulièrement la richesse et le pluralisme des collections physiques et numériques, la conservation préventive, la restauration et le signalement des collections patrimoniales, l'interopérabilité des systèmes d'information, l'agencement et l'accessibilité des locaux.

## Inventaire du patrimoine culturel
L’'inventaire général du patrimoine culturel est aussi soumis à ce type de contrôle, régi par le décret no 2005-835 du 20 juillet 2005 ; selon le premier article du décret, il vise « à garantir, sur l'ensemble du territoire, la qualité scientifique et technique des opérations d'inventaire et à en assurer la cohérence, la pérennité, l'interopérabilité et l'accessibilité ». 

## Musées
Les musées de France sont placés sous le régime du contrôle scientifique exercice de l'État exercé, comme pour les archives, par la direction générale des Patrimoines, et plus spécialement par l'inspection des patrimoines. 

## Monuments historiques
S'agissant des Monuments historiques, le contrôle scientifique et technique de l'État assuré notamment  par les conservations régionales des monuments historiques, incarnées par leurs différents membres architectes des bâtiments de France, conservateurs et ingénieurs du patrimoine, et par le Laboratoire de recherche des monuments historiques, a pour but de vérifier la présence et le bon état des monuments classés ou inscrits, de surveiller les travaux de restauration et d'aménagement qui y sont effectués, ainsi, pour les objets, que les conditions de déplacement.